# Gabriel Lüchinger
Gabriel Lüchinger (* 18. Dezember 1992 in Altstätten) ist ein Schweizer Fussballspieler.

## Karriere
Lüchinger begann seine Karriere beim FC Montlingen. Danach kam er in die Jugend des Grasshopper Club Zürich, für dessen Zweitmannschaft er 2009 erstmals in der dritthöchsten Liga zum Einsatz kam. Im Winter 2010/11 wurde er an die Zweitmannschaft des FC St. Gallen ausgeliehen, welche ihn nach Saisonende auch fest verpflichtete. Im März 2012 debütierte er gegen den FC Biel-Bienne für die Profis von St. Gallen in der Challenge League. Zum Saisonende stieg er mit seinem Verein in die Super League auf.
Im August 2012 wurde Lüchinger an den Zweitligisten FC Wil ausgeliehen. Nach 22 Zweitligapartien, in denen er drei Treffer erzielen konnte, kehrte er zur U-21 von St. Gallen zurück. Nach der Saison 2013/14 verliess er den FCSG.
Nach einem Jahr Vereinslosigkeit wechselte er im Sommer 2015 zum Viertligisten FC Balzers. Zur Saison 2016/17 ging er nach Österreich, wo er sich den Amateuren des SCR Altach anschloss. Im September 2016 debütierte er für die Profis von Altach in der Bundesliga, als er am siebten Spieltag gegen die SV Mattersburg in Minute 67 für Boris Prokopič eingewechselt wurde.
Zur Saison 2017/18 wechselte er zum Zweitligisten SV Ried, bei dem er einen bis Juni 2019 gültigen Vertrag erhielt. Im Februar 2018 wurde er an den Ligakonkurrenten FC Blau-Weiß Linz ausgeliehen.
Zur Saison 2018/19 wechselte er in die Challenge League zum FC Vaduz, bei dem er einen bis Juni 2020 laufenden Vertrag erhielt.
2022 ging Lüchinger nach Griechenland zum Apollon Smyrnis in Athen.

## Erfolge
- Liechtensteiner Cup: 2019, 2022

## Persönliches
Sein Cousin Nicolas ist ebenfalls Fussballspieler und steht aktuell beim FC St. Gallen unter Vertrag.